# Achantomedes flavocephala
Achantomedes flavocephala är en insektsart som beskrevs av Fonseca och Diringshofen 1974. Achantomedes flavocephala ingår i släktet Achantomedes och familjen hornstritar. Inga underarter finns listade i Catalogue of Life.